# Nikola Jović
Nikola Jović (cirílico sérvio: Никола Јовић; Leicester, 9 de junho de 2003) é um jogador sérvio de basquete profissional que atualmente joga no Miami Heat da National Basketball Association (NBA).
Após jogar pelo Mega Basket da Sérvia, ele foi selecionado pelo Heat como a 27º escolha geral no draft da NBA de 2022.

## Início da carreira
Jović nasceu em Leicester, Inglaterra devido ao seu pai jogador de basquete profissional, Ilija, jogar lá na época. Ele cresceu jogando pólo aquático e basquete no VK Partizan. Jović estava jogando basquete no KK Sava antes de ingressar no Mega Basket em 2018. Na Euroliga Sub-20 de 2020–21, ele teve médias de 29,3 pontos, 10,3 rebotes, 4,5 assistências e 1,8 bloqueios e ganhou o Prêmio de MVP.

## Carreira profissional

### Mega Basket (2021–2022)
Jović fez sua estreia sênior pelo Mega Basket em fevereiro de 2021. Em 19 de março, Jović fez sua estreia na Liga Adriática em uma derrota por 74-65 para o Split e registrou 10 pontos e 9 rebotes em 21 minutos. Em 10 de junho de 2021, um dia após seu aniversário de 18 anos, ele assinou seu primeiro contrato profissional com o Mega.
Em abril de 2022, ele foi nomeado o Melhor Prospecto da Liga Adriática para a temporada de 2021-22. Durante a temporada de 2021-22, Jović jogou em 25 jogos e teve médias de 11,7 pontos, 4,4 rebotes e 3,4 assistências.

### Miami Heat (2022–Presente)
Em abril de 2022, Jović se declarou para o draft da NBA de 2022. Ele foi selecionado pelo Miami Heat como a 27ª escolha geral no draft. Jović assinou oficialmente um contrato de 4 anos e US$11.5 milhões com o Heat em 2 de julho de 2022. Em julho de 2022, ele se juntou ao Heat para a Summer League.
Em 23 de outubro de 2022, Jović foi suspenso por um jogo sem remuneração por deixar o banco durante uma briga entre o Heat e o Toronto Raptors na noite anterior. Ele foi designado para a G-League em 30 de dezembro de 2022. Jović chegou às finais da NBA de 2023, mas o Heat perdeu a série em 5 jogos para o Denver Nuggets.
Em 13 de fevereiro de 2024, Jović marcou 24 pontos, seu recorde pessoal, com 7 rebotes, em uma vitória por 123-97 contra o Milwaukee Bucks.

## Estatísticas da NBA

### Temporada regular
| Ano      | Equipe   | PJ | PT | MPJ  | AP   | 3P   | LL   | RT  | AS  | BR | TO | PPJ |
| -------- | -------- | -- | -- | ---- | ---- | ---- | ---- | --- | --- | -- | -- | --- |
| 2022–23  | Miami    | 15 | 8  | 13.6 | .406 | .229 | .947 | 2.1 | .7  | .5 | .1 | 5.5 |
| 2023–24  | Miami    | 46 | 38 | 19.5 | .452 | .399 | .702 | 4.2 | 2.0 | .5 | .3 | 7.7 |
| Carreira | Carreira | 61 | 46 | 16.5 | .429 | .314 | .824 | 3.1 | 1.3 | .5 | .2 | 6.6 |

### Play-In
| Ano  | Equipe | PJ | PT | MPJ  | AP   | 3P   | LL | RT  | AS  | BR | TO | PPJ |
| ---- | ------ | -- | -- | ---- | ---- | ---- | -- | --- | --- | -- | -- | --- |
| 2024 | Miami  | 2  | 2  | 20.5 | .500 | .400 | —  | 5.5 | 1.0 | .0 | .5 | 5.0 |

### Playoffs
| Ano      | Equipe   | PJ | PT | MPJ  | AP   | 3P   | LL   | RT  | AS  | BR  | TO | PPJ |
| -------- | -------- | -- | -- | ---- | ---- | ---- | ---- | --- | --- | --- | -- | --- |
| 2023     | Miami    | 7  | 0  | 1.8  | .250 | .000 | —    | .7  | .0  | .0  | .0 | .3  |
| 2024     | Miami    | 5  | 5  | 25.7 | .444 | .409 | .857 | 6.6 | 2.2 | 1.0 | .6 | 9.4 |
| Carreira | Carreira | 12 | 5  | 13.7 | .347 | .204 | .857 | 3.6 | 1.1 | .5  | .3 | 4.8 |

## Carreira na seleção
Em julho de 2021, Jović foi membro da Seleção Sérvia Sub-19 na Copa do Mundo Sub-19. Em sete jogos do torneio, ele teve médias de 18,1 pontos, 8,3 rebotes e 2,9 assistências e foi nomeado para a Equipe do Torneio.
Em fevereiro de 2022, Jović fez sua estreia pela Seleção Sérvia nas eliminatórias para a Copa do Mundo de 2023. Inicialmente na convocação preliminar da Sérvia para o EuroBasket de 2022, Jović foi cortado do time devido à desaprovação do Heat.
Em agosto de 2023, Jović jogou pela seleção na Copa do Mundo de 2023 e teve médias de 10,1 pontos, 3,0 rebotes e 2,6 assistências em oito jogos, ajudando a Sérvia a conquistar a medalha de prata.